# Agrostis ligulata
Agrostis ligulata é uma espécie de gramínea do gênero Agrostis, pertencente à família Poaceae.